# 卡法阿扎
卡法阿扎（直译：「加沙村」）是以色列南部區的一個基布茲。其位於內提沃特和斯代羅特之間，加沙走廊以東約5公里處，其隸屬於尼格夫門戶地區議會管轄。2021年，人口為765人。

## 歷史
卡法阿扎於1951年8月由來自埃及和摩洛哥丹吉爾市的猶太移民和難民建立，他們曾在艾因·哈羅德、阿耶萊特·哈沙哈爾和後來的阿菲基姆等基布茲學習農業技術。他們在1955年離開了這裡，直到1957年1月才有另一群加林猶太人來到這裏定居。
2023年10月7日，在2023年以色列—哈馬斯戰爭的過程中，美聯社記者目睹4名平民被哈馬斯武裝分子從基布茲綁架。
10月10日，在以色列軍隊重新控制了村莊後，有報導指在各處發現了大規模的屠殺  。

## 外部鏈結
- 官方网站 （希伯來語）
- Kfar Aza - Shaar Hanegev （页面存档备份，存于） Or Movement